# Stazione di Ponte Brolla
La stazione di Ponte Brolla delle Ferrovie Autolinee Regionali Ticinesi (FART) è una stazione ferroviaria passante della ferrovia Locarno-Domodossola ("Centovallina"). La stazione fino al 1965 era condivisa con la ferrovia Locarno-Ponte Brolla-Bignasco (LPB).

## Strutture e impianti

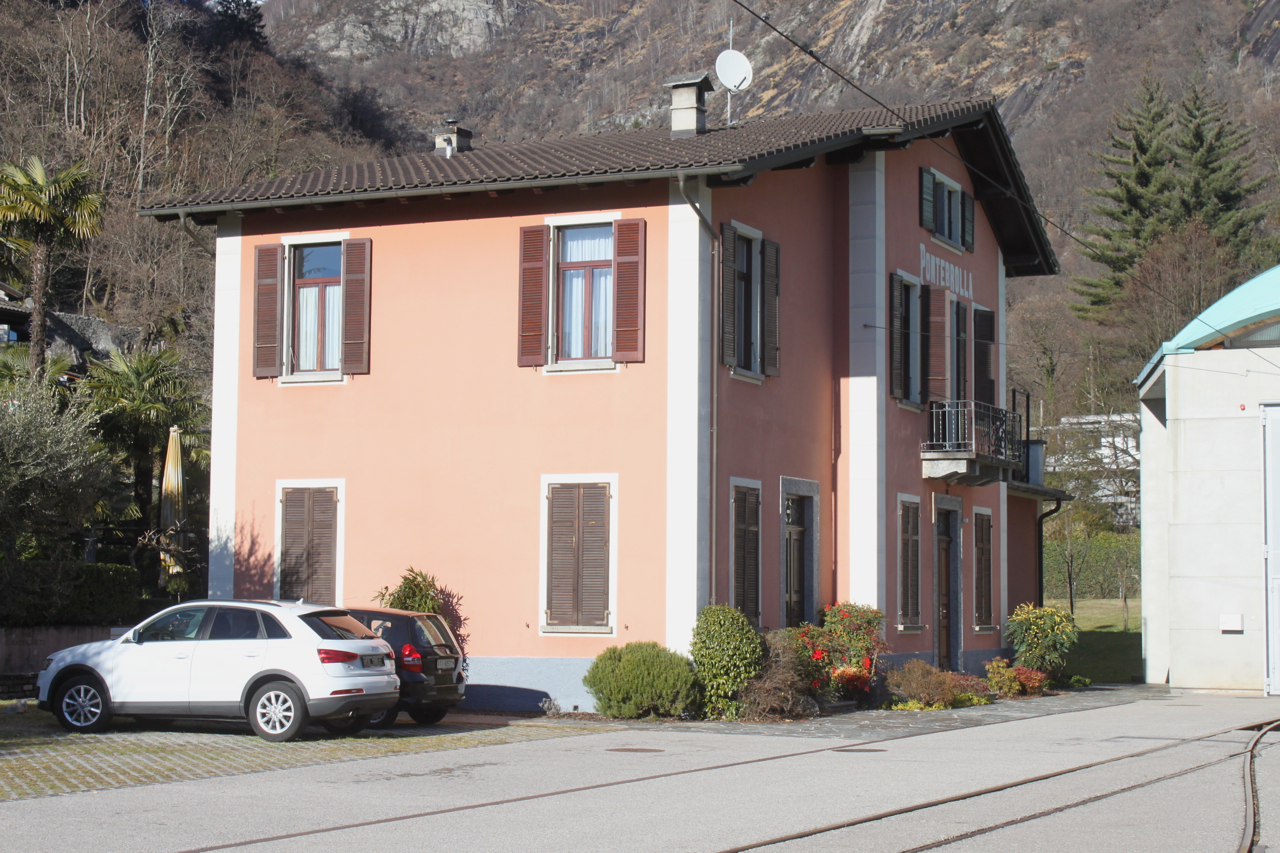
Il fabbricato viaggiatori della Valmaggina, in servizio dal 1907 al 1923

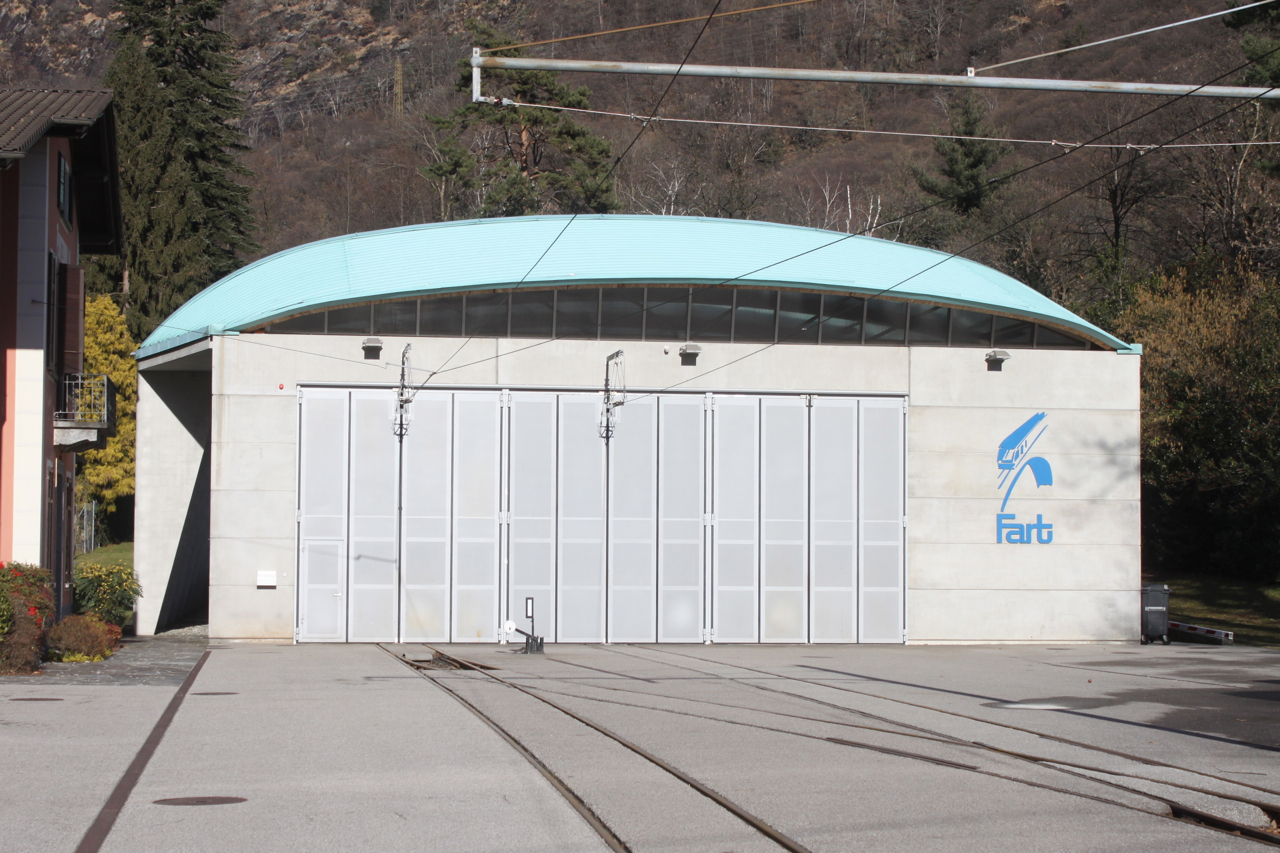
Il deposito-officina di Ponte Brolla, dietro al quale la ferrovia della Vallemaggia imboccava una breve galleria.

Al momento dell'apertura della ferrovia della Vallemaggia, nel 1907, la stazione di Ponte Brolla, dotata di tre binari, era posta sulla sponda destra della Maggia in territorio di Tegna (46.1875°N 8.7539°E). Contestualmente all'apertura della ferrovia delle Centovalli, nel 1923 venne messa in servizio una stazione comune posta sulla sponda sinistra della Maggia in territorio di Solduno; essa è dotata di due binari passanti e di due binari tronchi, uno dei quali (in origine) a servizio della sottostazione elettrica (dagli anni 2000 utilizzata quale sede della squadra manutenzione della ferrovia). Nel 1965 fu soppresso il traffico sulla Locarno-Bignasco. Con il disarmamento della linea fino a Ponte Brolla, la stazione rimase quindi attiva solo per la Domodossola-Locarno. Fino al 1987 un binario di collegamento permetteva di immettersi dalla stazione della LPB sulla ferrovia delle Centovalli (in direzione di Camedo; e viceversa) senza dover effettuare una inversione di marcia nella stazione comune.
Sul sedime della stazione LPB sorge il deposito-officina delle FART, inaugurato il 3 ottobre 2003; esso ha inglobato anche la trincea e la galleria della linea per Bignasco poste immediatamente a nord della stazione.

## Movimento
La stazione è servita dai treni regionali (linea Locarno-Intragna/Camedo e viceversa) e diretti (linea Locarno-Domodossola e viceversa) delle FART.

## Servizi
Le banchine sono collegate da attraversamenti a raso.
- Biglietteria automatica della Comunità tariffale Ticino e Moesano
- Sala d'attesa

## Interscambi
- Fermata autobus